# Хорн, Мелисса
Астрид Эдварда Хорн Вайтцберг, известная как Мелисса Хорн (род. 8 апреля 1987) — шведская поп-исполнительница, автор собственных песен.

## Карьера
Дебютный альбом Мелиссы Хорн Långa nätter (рус. «Долгие ночи») был выпущен 30 апреля 2008. Вышедший следом альбом Säg ingenting till mig (рус. «Ничего мне не говори», 14 октября 2009) принёс ей большую аудиторию, номинации Грэмми и получил золотой статус. Сиквел к этому альбому Innan jag kände dig (рус. «До того, как я знала тебя») вышел 16 сентября 2011 и лидировал в шведских чартах первые недели с момента релиза. Со своими композициями Мелисса выступает во время туров по Норвегии, Дании и Швеции. Все свои песни она исполняет на шведском языке.
Мелисса Хорн также спела песню «Kungsholmens hamn» на мемориальной церемонии в честь жертв терактов в Норвегии в 2011.

## Дискография

### Студийные альбомы
- 2008 — Långa nätter
- 2009 — Säg ingenting till mig
- 2011 — Innan jag kände dig
- 2013 — Om du vill vara med mig
- 2015 — Jag går nu

### Синглы
- 2007 — Långa nätter
- 2008 — En famn för mig
- 2008 — Som jag hade dig förut (с Ларсом Виннербэком)
- 2009 — Lät du henne komma närmre
- 2009 — Jag kan inte skilja på
- 2010 — Falla fritt
- 2011 — Innan jag kände dig
- 2011 — Under löven